# Johann Ernst Langen
Johann Ernst, baron von Langen – saski dyplomata żyjący na przełomie XVII i XVIII wieku.
W 1700 roku został wysłany jako polsko-saski poseł do Petersburga.